# Cerkiew Świętych Wiery, Nadziei, Luby i matki ich Zofii w Bagrationowsku

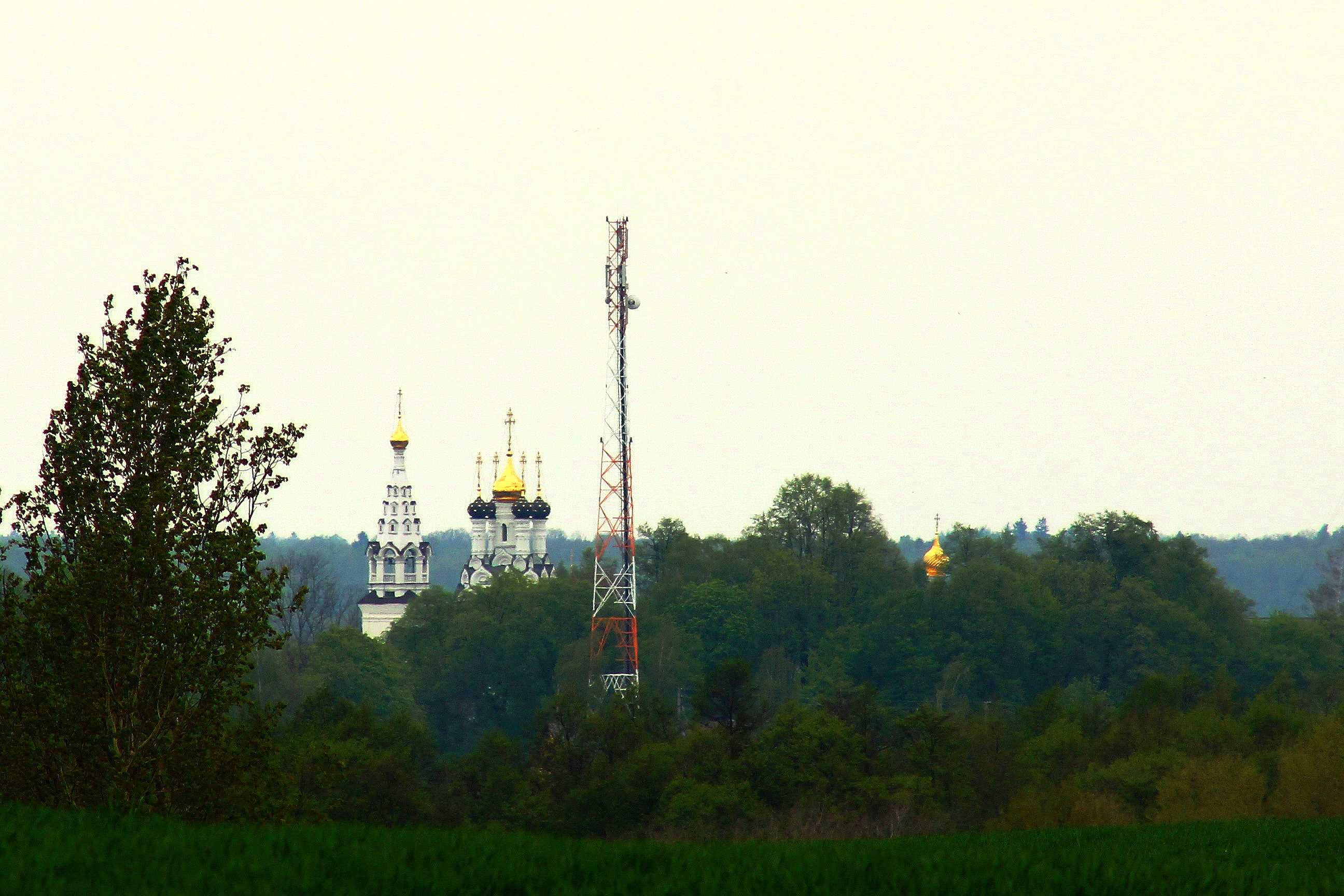
Widok cerkwi z terytorium Polski

Cerkiew pod wezwaniem Świętych Wiery, Nadziei, Luby i matki ich Zofii – prawosławna cerkiew parafialna w Bagrationowsku, w dekanacie Opieki Matki Bożej eparchii kaliningradzkiej Rosyjskiego Kościoła Prawosławnego.

## Położenie
Świątynia znajduje się przy ulicy Krasnoarmiejskiej.

## Historia
Dekret o budowie cerkwi w Bagrationowsku wydał 30 września 1993 r. biskup bałtyjski Pantelejmon. Świątynię wzniesiono w latach 1993–1997. Poświęcenia dokonał 30 września 1997 r. metropolita smoleński i kaliningradzki Cyryl.

## Otoczenie
W sąsiedztwie cerkwi, obok bramy wjazdowej znajduje się kaplica pomocnicza.